# Клартьє Лібенс
Клартьє Лібенс (нар. 11 січня 1995) — колишня бельгійська тенісистка.
Найвищу одиночну позицію світового рейтингу — 295 місце досягла 16 лютого 2015, парну — 743 місце — 20 травня 2013 року.
Здобула 5 одиночних титулів туру ITF.
Завершила кар'єру 2017 року.

## Фінали ITF

### Одиночний розряд: 13 (5–8)
| Легенда          |
| ---------------- |
| турніри $100,000 |
| турніри $75,000  |
| турніри $50,000  |
| турніри $25,000  |
| турніри $10,000  |

| Фінали за покриттям |
| ------------------- |
| Тверде (4–7)        |
| Ґрунт (1–0)         |
| Трава (0–0)         |
| Килим (0–1)         |

| Результат | Ранг | Дата              | Турнір                         | Покриття   | Суперниця       | Рахунок          |
| --------- | ---- | ----------------- | ------------------------------ | ---------- | --------------- | ---------------- |
| Поразка   | 1.   | 5 травня 2013     | ITF Шарм-еш-Шейх, Єгипет       | Тверде     | Ана Веселинович | 2–6, 3–6         |
| Перемога  | 1.   | 14 вересня 2013   | ITF Мітилена, Греція           | Тверде     | Марія Саккарі   | 6–2, 6–1         |
| Поразка   | 2.   | 20 жовтня 2013    | ITF Шарм-еш-Шейх               | Тверде     | Елісе Мертенс   | 6–2, 2–6, 4–6    |
| Поразка   | 3.   | 27 жовтня 2013    | ITF Шарм-еш-Шейх               | Тверде     | Елісе Мертенс   | 7–6(0), 1–6, 3–6 |
| Поразка   | 4.   | 10 листопада 2013 | ITF Лафборо, Велика Британія   | Тверде (i) | Анна Сміт       | 3–6, 5–7         |
| Перемога  | 2.   | 17 листопада 2013 | ITF Манчестер, Велика Британія | Тверде (i) | Наталія Вайдова | 7–5, 6–1         |
| Поразка   | 5.   | 15 грудня 2013    | ITF Шарм-еш-Шейх               | Тверде     | Кейті Данн      | 3–6, 0–6         |
| Поразка   | 6.   | 12 квітня 2014    | ITF Глостер, Велика Британія   | Тверде (i) | Бернарда Пера   | 3–6, 1–6         |
| Перемога  | 3.   | 6 липня 2014      | ITF Брюссель, Бельгія          | Ґрунт      | Аліче Матеуччі  | 7–6(4), 4–6, 6–1 |
| Перемога  | 4.   | 12 липня 2014     | ITF Баликесір, Туреччина       | Тверде     | Лу Бруло        | 6–2, 6–2         |
| Перемога  | 5.   | 14 грудня 2014    | ITF Шарм-еш-Шейх               | Тверде     | Воїслава Лукич  | 6–7(3), 6–2, 6–4 |
| Поразка   | 7.   | 20 лютого 2016    | ITF Віррал, Велика Британія    | Тверде (i) | Сільвія Нджирич | 6–3, 6–7(2), 3–6 |
| Поразка   | 8.   | 26 листопада 2016 | ITF Соларино, Італія           | Килим      | Аліче Матеуччі  | 3–6, 6–7(1)      |

### Парний розряд: 1 (0–1)
| Легенда          |
| ---------------- |
| турніри $100,000 |
| турніри $75,000  |
| турніри $50,000  |
| турніри $25,000  |
| турніри $10,000  |

| Фінали за покриттям |
| ------------------- |
| Тверде (0–1)        |
| Ґрунт (0–0)         |
| Трава (0–0)         |
| Килим (0–0)         |

| Результат | Ранг | Дата          | Турнір                   | Покриття | Партнерка     | Суперниці                 | Рахунок  |
| --------- | ---- | ------------- | ------------------------ | -------- | ------------- | ------------------------- | -------- |
| Поразка   | 1.   | 4 травня 2013 | ITF Шарм-еш-Шейх, Єгипет | Тверде   | Лісе Брюлманс | Анна Моргіна Яна Сізікова | 3–6, 2–6 |